# Bullerholm
Bullerholm är en ö i Finland. Den ligger i Norra kvarken och i kommunen Vörå i den ekonomiska regionen  Vasa i landskapet Österbotten, i den västra delen av landet. Ön ligger omkring 35 kilometer nordöst om Vasa och omkring 370 kilometer norr om Helsingfors.
Öns area är 19,1 hektar och dess största längd är 1 kilometer i nord-sydlig riktning.